# Maureen Beernaert
Maureen Beernaert (14 april 1994) is een Belgisch voormalig hockeyspeelster. 

## Levensloop
Beernaert begon met hockey bij Royal Knokke HC. Later maakte ze de overstap naar Gantoise.
Daarnaast was ze actief bij het Belgisch hockeyteam. Met de Red Panthers nam ze onder meer deel aan de Europese kampioenschappen van 2013 en 2017, alsook aan het wereldkampioenschap van 2014. Aldaar liep ze een zware blessure op aan haar kruisbanden en meniscus.
Ze is afkomstig uit Knokke-Heist. Tijdens haar spelerscarrière behaalde Beernaert een bachelor criminologie en werd ze klinisch psychologe aan de VUB.